# Shaj Mohan
Pour les articles homonymes, voir Mohan.
 (juillet 2025).
Motif : Absence de sources d'ampleur centrées permettant de vérifier la notoriété
- Archive Wikiwix
- Bing
- Cairn
- DuckDuckGo
- E. Universalis
- Gallica
- Google
- G. Books
- G. News
- G. Scholar
- Persée
- Qwant
- (zh) Baidu
- (ru) Yandex
- (wd) trouver des œuvres sur Wikidata

| 1. | Préciser le motif de la pose du bandeau. | Précisez le motif de la pose du bandeau en utilisant la syntaxe suivante : {{admissibilité à vérifier\|date=août 2025\|motif=remplacez ce texte par le motif}}                  |
| 2. | Informer les utilisateurs concernés.     | Pensez à avertir le créateur de l'article, par exemple, en insérant le code ci-dessous sur sa page de discussion : {{subst:avertissement admissibilité à vérifier\|Shaj Mohan}} |

Shaj Mohan est un philosophe indien. Ses travaux philosophiques portent sur la métaphysique, la raison, la philosophie de la technologie, la philosophie de la politique et le secret. Les travaux de Mohan sont basés sur le principe de l'anastasis selon lequel la philosophie est une possibilité toujours présente sur la base d'une réinterprétation de la raison,. Mohan a travaillé au sein d'une communauté d'amitié avec Divya Dwivedi, Jean-Luc Nancy, Bernard Stiegler, et Barbara Cassin.

## Formation
Mohan a fait ses études primaires à Thiruvananthapuram, au Kerala, et a étudié la philosophie au St. Stephen's College de Delhi, où il a enseigné quelque temps. Il est titulaire de diplômes universitaires en économie et en philosophie. Mohan est originaire de Tirunelveli. Son grand-père, Nadaraja Pillai, a participé au mouvement d'indépendance indien avec le parti du Congrès.
Il a publié des ouvrages sur la métaphysique, la raison, la nature, le secret, la philosophie de la technologie, et la philosophie politique. Il a écrit des essais philosophiques contre la montée du nationalisme hindou dans The Indian Express, Mediapart, La Croix, The Wire, The Caravan, Le Monde et Libération. Selon Le Monde, Mohan aurait reçu des menaces de mort pour ses écrits critiquant le nationalisme hindou. Jean-Luc Nancy a défendu Dwivedi et Mohan dans Libération.
En 2021, la revue américaine de théorie critique Episteme a publié un numéro spécial sur la philosophie de Mohan et Divya Dwivedi.

## Œuvre philosophique
L'œuvre de Mohan illustre la possibilité d'une philosophie qui ne soit ni métaphysique ni déconstruction, et son orientation a été décrite comme un matérialisme déconstructif. On trouve dans son œuvre « quelque chose que l'on peut qualifier de théorie révolutionnaire, mais pas sous ce nom »., Son œuvre allie le formalisme et l'argumentation de la philosophie analytique au style exégétique intuitif de la philosophie continentale.
Mohan a écrit les ouvrages Gandhi and Philosophy: On Theological Anti-politics, publié par Bloomsbury Academic (Royaume-Uni), et Indian Philosophy, Indian Revolution: On Caste and Politics, publié par Hurst Publishers (Royaume-Uni) et Oxford University Press (États-Unis), avec la philosophe Divya Dwivedi.
Jean-Luc Nancy a rédigé la préface de Gandhi and Philosophy et a décrit l'originalité de cet ouvrage quant à la relation qu'il met en évidence entre vérité et souffrance. Nancy a écrit que cet ouvrage marque le renouveau de la philosophie après la fin de la métaphysique, « C'est ainsi que ce livre attire notre attention et contribue à nous orienter, si je puis dire, vers une pensée, et même un monde, ni humaniste ni réduit à la souffrance au nom de la Vérité. Selon les termes de cet ouvrage : ni métaphysique ni hypophysique. »
Rachel Adams et Crain Soudien affirment que la pensée de Mohan « s'impose de plus en plus comme l'une des contributions les plus radicales et les plus importantes à la philosophie du monde actuel ».